# Villavendimio
Villavendimio község Spanyolországban,  Zamora tartományban. Villavendimio Villalonso, Morales de Toro, Toro, Villardondiego és Pinilla de Toro községekkel határos. Lakosainak száma 156 fő (2024).

## Népesség
A település népessége az utóbbi években az alábbiak szerint változott:
| Lakosok száma | 201  | 202  | 207  | 207  | 177  | 178  | 172  | 162  | 152  | 156  |
|               | 2001 | 2004 | 2007 | 2009 | 2012 | 2014 | 2017 | 2019 | 2022 | 2024 |